# Corps Hansea Königsberg

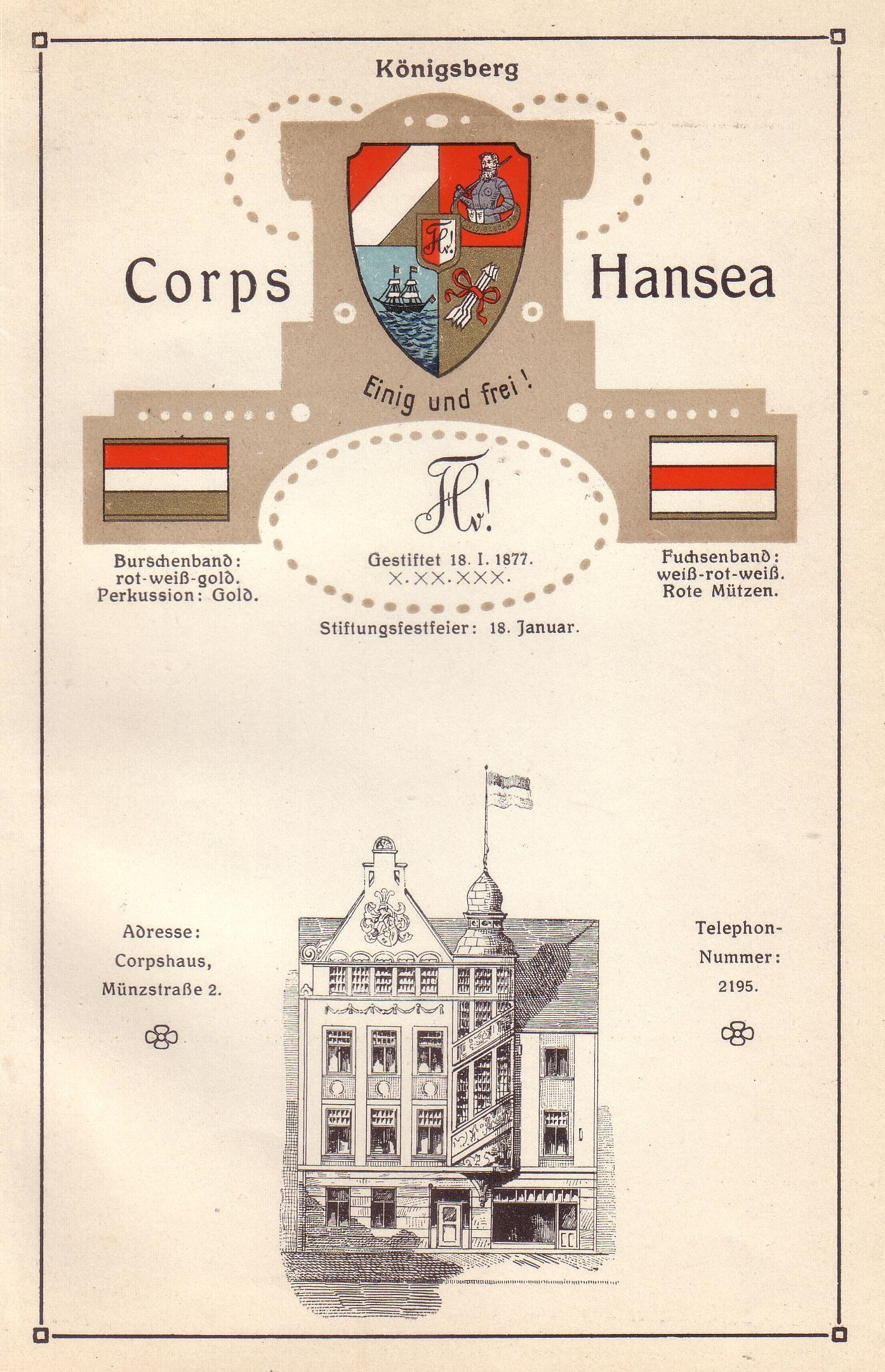
Première maison du corps Hansea (1903)

Le Corps Hansea Königsberg est un corps du Kösener Senioren-Convents-Verband à l'Université de Königsberg.

## Histoire
La fraternité Arminia III, fondée en 1860 dans le convent des adjoints d'Eisenach (de), a des relations particulières avec le SC. Lorsque Masovia quitte le SC, elle conclut immédiatement un accord avec cette dernière. Mais peu après le début du semestre d'hiver, Arminia est impliquée par le sénat de l'Université de Königsberg dans une procédure visant à sa dissolution. Ses membres ont pris part à plusieurs menées au pistolet. Après l'annonce d'une décision défavorable à Arminia, un recours est déposé auprès du ministère prussien des Affaires spirituelles, éducatives et médicales, sans succès ; mais les membres d'Arminia ne veulent pas céder. Lors des délibérations sur la manière de relancer l'association, la conviction se fait jour qu'une nouvelle Burschenschaft, même sous un autre nom, rencontrerait des difficultés auprès du Sénat ; mais c'est précisément pour cette raison que l'opinion de créer un corps s'imposa. De plus, cinq Mazures ne sont pas d'accord avec le comportement de leur CC et promettent aux membres de la fraternité de les soutenir dans leur projet.

### Corps impérial allemand en Prusse-Orientale

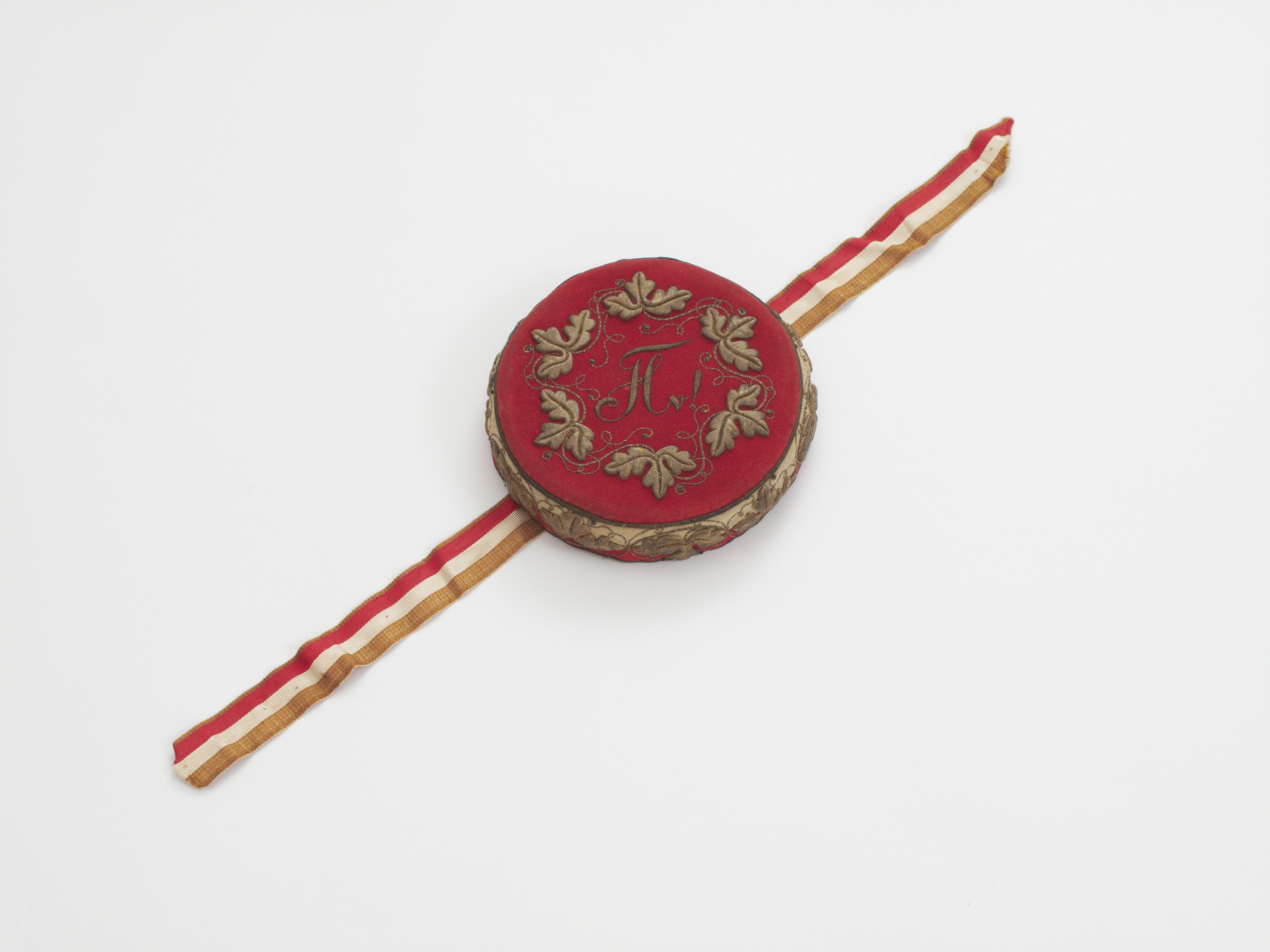
Couleur hanséatique

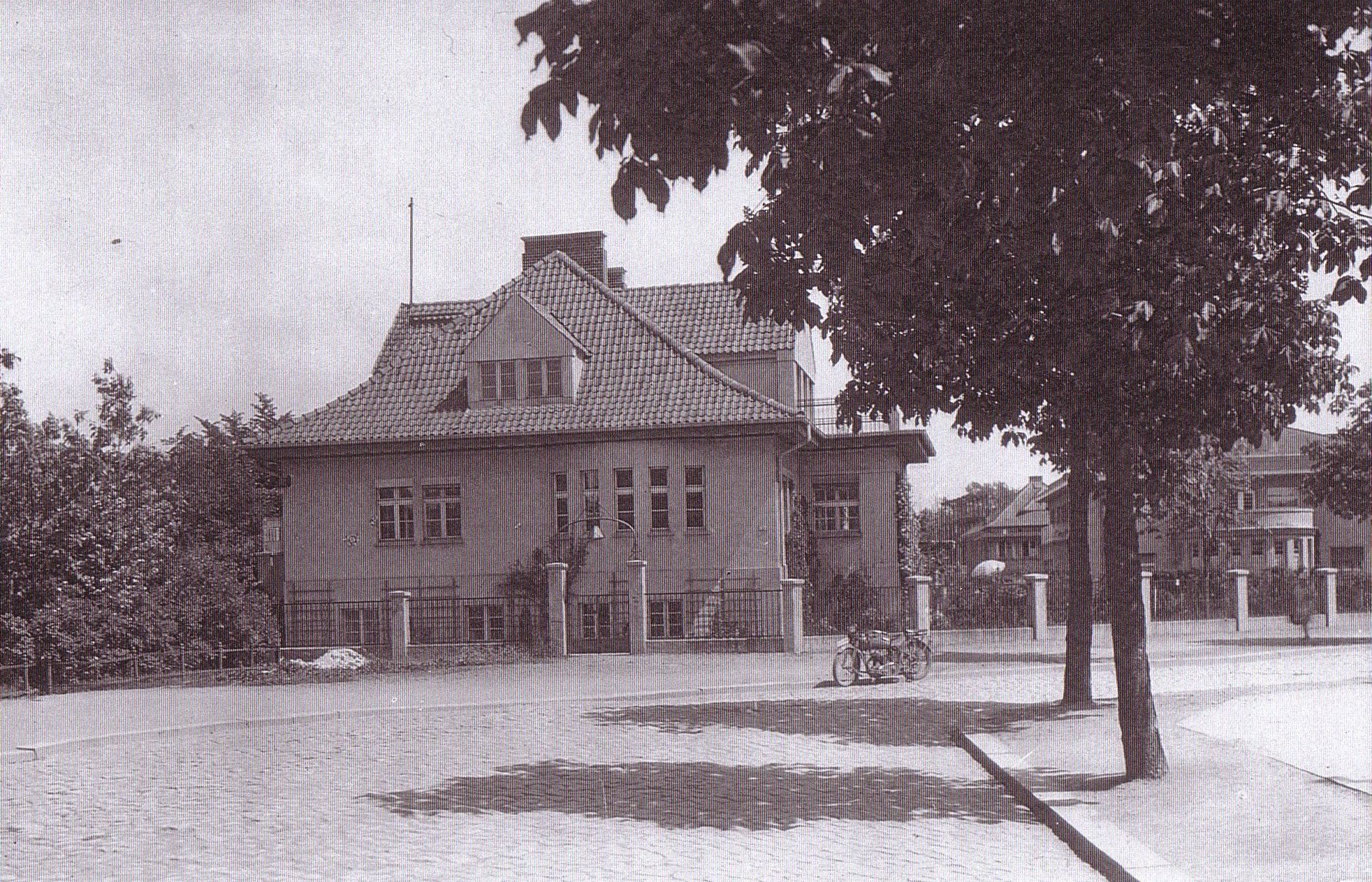
Seconde maison du corps (1927)

Le 16 décembre 1876, le Corps Hansea est donc enregistré auprès de l'université. Celle-ci n'émet aucune objection à la fondation. Le tableau du corps de Hansea fait état de 67 noms au total pour les années 1876/77. Si l'on déduit les membres du CC actif de ces années, il est donc probable qu'environ 50 membres de l'ancienne Burschenschaft Arminia aient rejoint le Corps Hansea. Hansea adopte les couleurs (de) rouge, blanc et or. La devise est : Unis et libres ! La couleur de la casquette est rouge renard. Une bande de renard est immédiatement introduite. Ces couleurs sont passées du rouge-blanc-rouge au blanc-rouge-blanc avec le temps. Le 18 janvier 1877, le nouveau corps est admis dans le convent des anciens de Königsberg et donc au Kösener Senioren-Convents-Verband. Hansea doit faire l'objet d'une trêve pénale depuis le 27 mai 1882 en raison de trois réprimandes consignées dans un procès-verbal et est suspendue du 3 juin au 27 juillet 1882 ; la trêve pénale prend fin le 3 décembre 1882.
Le nom Hansea n'établit aucun lien avec un paysage de Prusse-Orientale. Il n'évoque que la ligue hanséatique dont Königsberg a fait partie. Hansea ne veut pas être un corps de Prusse-Orientale, mais "un corps impérial allemand en Prusse-Orientale". L'héritage de la fraternité ressort alors, à savoir la tendance nationale-libérale et en même temps nationale-allemande.
L'Hansea "mène une vie simple" et a son bar régulier chez Novopolski au bord de l'étang du château de Königsberg, depuis 1888 chez Domscheit et depuis 1894 au Schützenhaus. En 1903, Hansea achète une maison au 2 Münzstraße. Dans les pièces inférieures de la maison du corps d'Hansea, le photographe de la cour royale J. S. Schroeder a son magasin. Une grande vitrine donnant sur le jardin permet de prendre des photos à la lumière du jour. Le flash et les projecteurs n'existent pas encore. Depuis 1927, Hansea a sa seconde maison de corps au 12 de la Händelstraße, près du Hufenfreigraben.
En raison du manque de relève, la suspension menace au semestre d'hiver 1892/93. Elle est empêchée par deux Hessois-Nassauviens et un Prussien de Greifswald (de). Ainsi, en 1893, Hansea peut également assumer les tâches de banlieue et fournir le président de l'oKC avec Bachus Thuringiae Jena, Hanseae Königsberg.

### Fin
Après Baltia (de), Mazovie et Littuania, Hansea est le dernier corps de Königsberg à être suspendu le 7 juillet 1936. À partir de 1938, elle s'occupe avec Littuania de la camaraderie dont le nom définitif était "Tannenberg". Pendant la Seconde Guerre mondiale, 15 membres de la Hansea sont morts.

### Albertina
Cinq hanséatiques, neuf baltes (de) et huit lituaniens fondent le 12 mars 1950 le Corps Albertina Hambourg au SC à Hambourg. Sur 101 anciens hanséatiques, 65 au total rejoignent le CAH de l'Albertina jusqu'en 1960. Hansea s'éteint le 20 mai 2001.

## Relations avec les autres corps

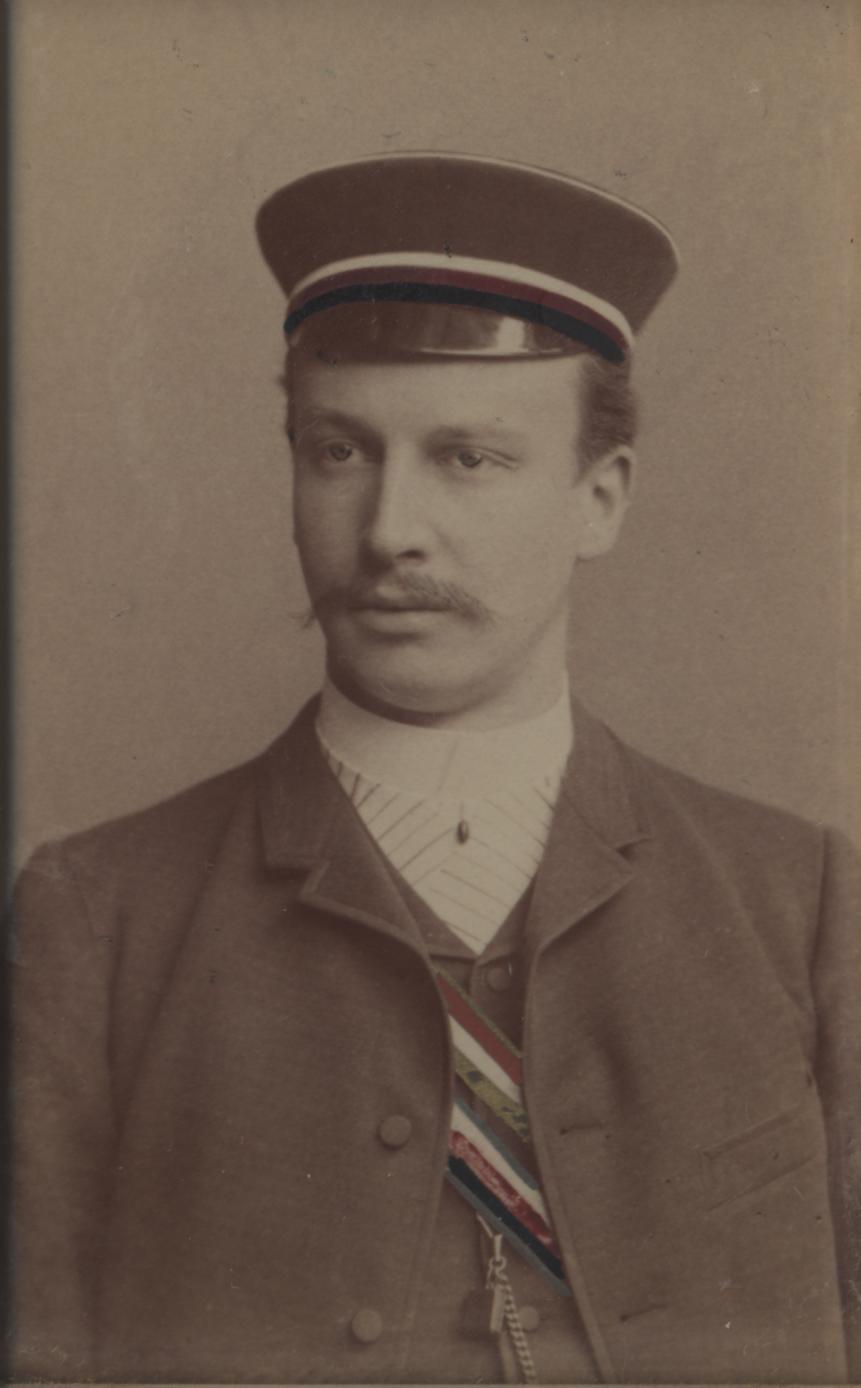
Bachus Hanseae Königsberg, Thuringiae Jena

Les premiers corps amis sont Rhenania (plus tard Borussia) Berlin (WS 1877/78) et Marcomannia Breslau (WS 1878/79). Marcomannia dissout rapidement la relation. Dans WS 1883/84, Hansea décide de rejoindre le cercle noir (de). Pour cela, elle rompt la relation amicale avec le Borussia Berlin et ses relations de présentation avec Hasso-Borussia, Starkenburgia (de), Borussia Halle, Lusatia Leipzig (de) et Borussia Tübingen (de). Au tournant du siècle, Hansea est solidement ancrée dans le cercle noir et très respectée. En dernier lieu, elle entretient les relations suivantes :
Cartel
Borussia Greifswald (de) (1898)
Thuringia Jena (1901)
Hasso-Nassovia (1920)
Thuringia Leipzig (de) (1922)
Rhenania Bonn (de) (1934)
Relations amicales
Brunsviga Göttingen (de) (1897)
Normannia Berlin (1920)
Silesia (de) (1920)
Suevia München (de) (1920)
Saxonia Kiel (1928)
Représentations
Hassia (1899)
Franconia Tübingen (de) (1927)

## Membres notables

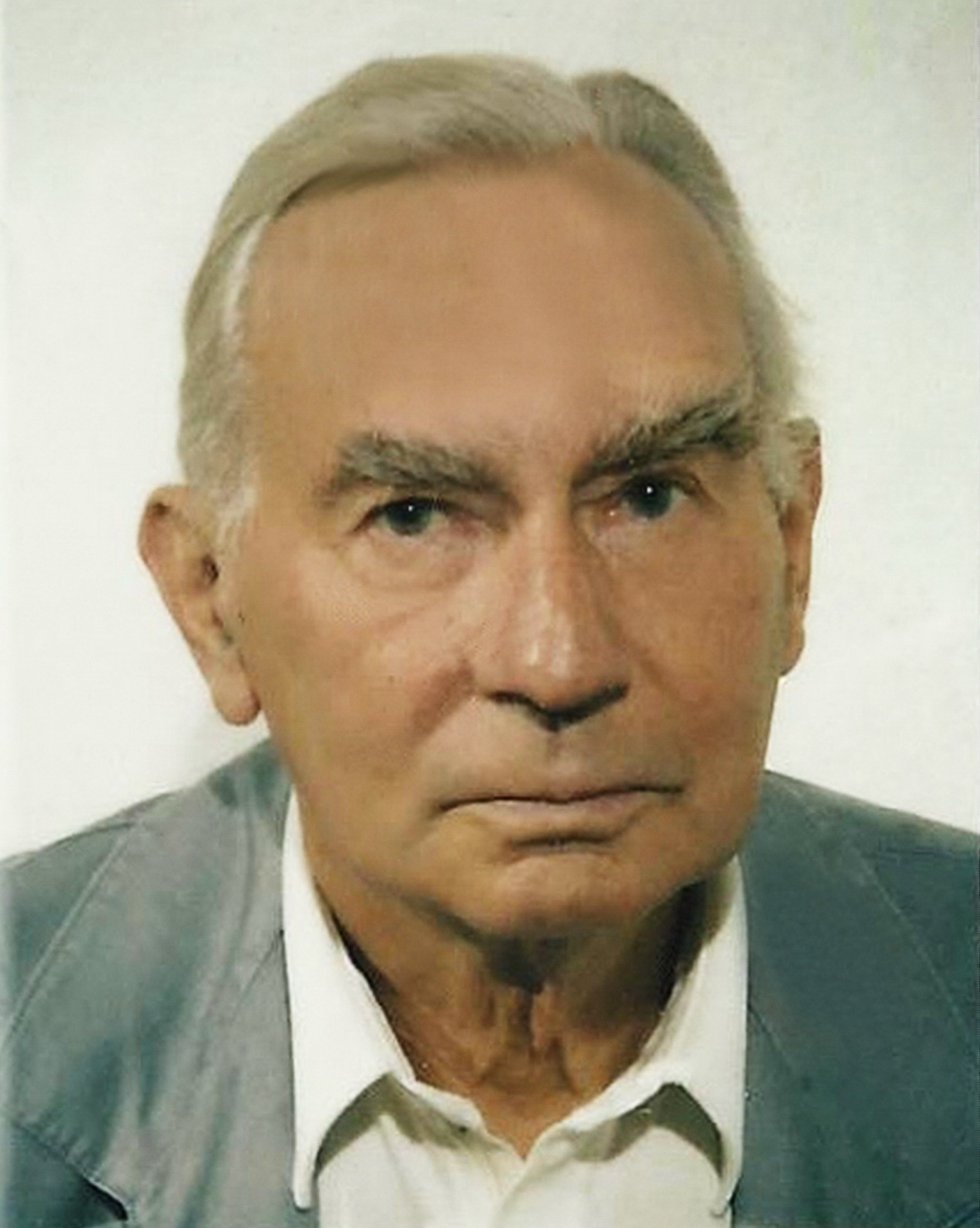
Friedrich Ossig

- Paul Albrecht (de) (1851–1894), philologue
- Fritz Gustav von Bramann (de) (1854-1913), chirurgien
- Carl Dorno (de) (1865-1942), fondateur de la climatologie radiative
- Max Draeger (de) (1885-1945), président du tribunal régional supérieur de Königsberg, exécuté
- Franz Eschle (de) (1859-1918), médecin, directeur de maisons de repos en Bade
- Curt Godlewski (de) (1880–1959), président de l'Office statistique du Reich
- Wilhelm Haberling (de) (1871-1940), historien médical
- Hanswerner Heincke (de) (1905-1986), philologue
- Eduard Hinze (de) (1898–1986), médecin généraliste
- Bruno Huguenin (de) (1880-1964), avocat dans le système coopératif
- Gustav Lastig (de) (1844-1930), juriste
- Felix Leinveber (de) (1862-1934), maire de Bernbourg
- Friedrich Ossig (de) (1912–2004), avocat à la Reichsbahn et à la Bundesbahn, historien du Corps
- Kurt Poll (de) (1886-1943), administrateur de l'arrondissement de Niederung et de l'arrondissement de Großes Werder (de)
- Arthur Carl Rentel (de) (1869-1951), conseiller provincial de Poméranie, directeur général de la société d'incendie de Poméranie et de l'institution provinciale d'assurance-vie
- Ernst Schultz (de) (1862-1919), mathématicien, professeur en Prusse-Occidentale, Dortmund et Duisburg
- Max Sitzler (de) (1875–1952), conservateur de l'Université de Kiel
- Herbert Ziemer (1888–1975), administrateur de l'arrondissement de Johannisburg et de l'arrondissement de Flensbourg-Campagne (de)
- Emil Zimmermann (de) (1850-1915), latiniste, professeur de lycée en Prusse-Orientale